# Podocarpus crassigemmis
Podocarpus crassigemmis là một loài thực vật hạt trần trong họ Thông tre, được tìm thấy ở Indonesia và Papua New Guinea. Loài này được de Laub. miêu tả khoa học đầu tiên năm 1980.